# 176 (szám)
A 176 (százhetvenhat) a 175 és 177 között található természetes szám.
A 176 ötszögszám és nyolcszögszám.
1762 + 1 egy prímszám.